# Гордон, Молли
Молли Джун Гордон (англ. Molly June Gordon; род. 6 декабря 1995, Лос-Анджелес, Калифорния) — американская актриса. Наиболее известна своими ролями в драматическом сериале «Царство животных» (2016—2018) и комедийных фильмах «Душа компании» (2018), «Книжный магазин» (2019) и «Хорошие мальчики» (2019). В 2023 году она сыграла повторяющегося персонажа Клэр в сериале FX «Медведь».

## Биография
Гордон родилась и выросла в Лос-Анджелесе, Калифорния, в еврейской семье. Она дочь режиссёра Брайана Гордона и сценариста-режиссёра Джесси Нельсон. Некоторое время она посещала Нью-Йоркский университет, уйдя через две недели из-за неудовлетворённости своей программой, и вместо этого записалась на вечерние занятия и работала хостес в ресторане «Бальтазар».

## Фильмография

### Фильм
| Год                     | Название                          | Роль                 | Примечания |
| ----------------------- | --------------------------------- | -------------------- | ---------- |
| 2001                    | Я — Сэм                           | Кэлли                |            |
| 2005                    | Колдунья                          | Кошелёк или жизнь    |            |
| 2015                    | Итака                             | Мэри Арена           |            |
| 2015                    | Любите Куперов                    | Лорен Хессельберг    |            |
| 2018                    | Душа компании                     | Мэдди Майлз          |            |
| 2019                    | Образование                       | Аннабель «Тройной А» |            |
| 2019                    | Хорошие мальчики                  | Ханна                |            |
| 2020                    | Шалом, папик!                     | Майя                 |            |
| Галерея разбитых сердец | Аманда                            |                      |            |
| 2022                    | Я в порядке?                      | Кэт                  |            |
| 2023                    | Что за люди                       | Лиза                 |            |
| 2023                    | Театральный лагерь                | Ребекка-Диана        |            |
| 2026                    | Три полные сумки: Овечий детектив |                      |            |

### Телесериал
| Год       | Название                                  | Роль                | Примечания                                  |
| --------- | ----------------------------------------- | ------------------- | ------------------------------------------- |
| 2015      | Святые города грехов                      | Меган               | Эпизод: «Because Vegas»                     |
| 2015      | Оранжевый — хит сезона                    | Стейси              | Эпизод: «Don’t Make Me Come Back There»     |
| 2016—2018 | Царство животных                          | Ники Бельмонт       | Главная роль (Сезон 1-3); 26 серий          |
| 2018      | Наш мультипликационный президент          | Сара Хакаби Сандерс | Повторяющаяся роль; 9 серий                 |
| 2019—2022 | Рами                                      | Сара                | Повторяющаяся роль; 3 серий                 |
| 2022—2023 | Время побеждать: Расцвет династии Лейкерс | Линда Зафрани       | Второстепенная роль                         |
| 2023—2024 | Медведь                                   | Клэр Данлап         | Повторяющаяся роль (сезоны 2—3) 11 эпизодов |